# Aïn Beïda
Aïn Beïda (arabisk: عين البيضاء; shawiya: ⵜⴰⵍⴰ ⵜⴰⵎⵍⵍⴰⵍⵜ) er en by i provinsen Oum el-Bouaghi i det nordøstlige Algeriet. Byen har 116.064 (2008) indbyggere, og den er dermed den største by i provinsen Oum el-Bouaghi. Den ligger sydøst for byen Constantine og nord for Khenchela.
Befolkningen består af arabere og berbere (kendt som Shawiyya).